# Doctor of Medicine
Doctor of Medicine (afkorting: M.D., MD of DM, Latijn: Medicinae Doctor) is de academische titel of graad die gevoerd wordt door artsen in Angelsaksische landen. De M.D. is in Canada en de Verenigde Staten echter niet een doctoraat maar een 'graduate degree' op Master-niveau, net zoals bijvoorbeeld PharmD, en is daarom niet vergelijkbaar met een doctoraat als gevolg van wetenschappelijke promotie (zoals onder andere een PhD). Veelal wordt deze graad abusievelijk vergeleken met een doctorate level degree vanwege de naam van deze titel.
In Groot-Brittannië voeren artsen echter de academische titel Bachelor of Medicine and Surgery, afgekort als 'MB BS' of 'BM BCh'. De titels 'Doctor of Medicine' en 'Master of Surgery' zijn hier aanduidingen die gereserveerd zijn voor diegenen die een aanzienlijke bijdrage hebben geleverd aan de medische wetenschap of chirurgie, waarbij MD gelijkwaardig is aan wetenschappelijke promotie (zoals onder andere een PhD).
Naast de gebruikelijke titel M.D. zijn er in de Angelsaksische landen ook academische titels voor specifieke beroepsgroepen, zoals:
- D.M.D. (Doctor of Dental Medicine) - tandarts - afhankelijk van welke universiteit, opleiding is hetzelfde als bij D.D.S.
- D.D.S. (Doctor of Dental Surgery) - tandarts - afhankelijk van welke universiteit, opleiding is hetzelfde als bij D.M.D.
- D.O. (Doctor of Osteopathy) - behandelaar gespecialiseerd in de osteopathie[1]
- D.P.M. (Doctor of Podiatry) - behandelaar gespecialiseerd in de podiatrie (handen en voeten)
- D.V.M. (Doctor of Veterinary Medicine) - dierenarts
- O.D. (Optometry Doctor) - academische titel voor optometrist (in Nederland een hbo-opleiding, neemt deels taken over van de oogarts)
- D.M.Sc. (Doctor of Medical Science) - graad voor een arts die gepromoveerd is in de medische wetenschappen
- D.Sc.D. (Doctor of Science in Dentistry) - graad voor een gepromoveerde tandarts

Alhoewel de meeste van de bovenstaande titels niet bekend zijn in Nederland, vinden de academische graden M.D. bij artsen en D.V.M. bij dierenartsen wel steeds meer ingang, vooral bij diegenen die een loopbaan hebben binnen de medische wetenschap of werken bij een universitair medisch centrum. Veelal werken deze artsen samen met artsen in het buitenland en het gebruik van deze internationale titels leidt daarom tot meer herkenbaarheid. Echter, het gebruik van deze Angelsaksische medische titels is (nog) niet wettelijk erkend in Nederland. In Nederland is de titel doctor namelijk gereserveerd voor diegenen die een wetenschappelijke promotie hebben afgerond.
Bachelor-masterstructuur